# Kim Dae-jung
Kim Dae-jung (en hangul, 김대중; en hanja, 金大中; romanización revisada, Gim Daejung; McCune-Reischauer, Kim Taechung; Hauido, 6 de enero de 1924-Seúl, 18 de agosto de 2009) fue un político y activista democrático surcoreano que desempeñó el cargo de presidente de Corea del Sur desde 1998 hasta 2003. Fue el primer presidente católico de Corea del Sur.
Se graduó en la Escuela Superior de Comercio de Mokpo y durante unos años gestionó una empresa de transporte naval, que le fue arrebatada en el transcurso de la guerra de Corea. Cuando el conflicto terminó, dejó la actividad empresarial para iniciar su carrera política. Afiliado al Partido Democrático desde 1956 y vinculado históricamente al socioliberalismo, obtuvo un escaño en la Asamblea Nacional en 1960. Después del golpe de Estado militar de 1961, Dae-jung se convirtió en uno de los más destacados opositores al régimen de Park Chung-hee. En 1971, al frente del Nuevo Partido Democrático, se presentó por primera vez a las elecciones presidenciales y quedó segundo con el 45 % de los votos.
Kim Dae-jung pasó a ser perseguido políticamente después de la Restauración de Octubre de 1972, por la que el general Chung-hee consolidó su poder a través de una constitución autoritaria. En agosto de 1973 fue secuestrado por dos agentes del KCIA en Tokio (Japón) y repatriado a la fuerza a Corea del Sur. En 1976 fue condenado a cinco años de cárcel por firmar un documento contra el gobierno, y no fue indultado hasta 1979. Con el ascenso al poder del general Chun Doo-hwan en 1980, Dae-jung volvió a ser arrestado bajo la acusación de promover el levantamiento de Gwangju y un tribunal militar le condenó a muerte. Sin embargo, la comunidad internacional consiguió que se suspendiera la ejecución. Tras ser liberado en 1982 por motivos de salud, se exilió en los Estados Unidos y no regresó a su país hasta 1985. En todo ese tiempo trabajó por el restablecimiento de los derechos civiles y políticos en la República de Corea, así como elecciones presidenciales por sufragio universal.
Después de ser derrotado en las elecciones presidenciales de 1987 y 1992, Kim Dae-jung fue el candidato más votado en los comicios de 1997. Nada más asumir el poder, tuvo que afrontar la crisis financiera asiática e impulsó una reforma del modelo económico nacional, con medidas como la reconversión de los grandes conglomerados industriales (chaebol). A nivel internacional es conocido por ser responsable de la «política del Sol», encaminada a distender las relaciones con Corea del Norte para rebajar la tensión de la zona, con el objetivo a largo plazo de establecer la democracia en el norte y lograr la reunificación coreana.
En 2000 fue condecorado con el Premio Nobel de la Paz «por su trabajo en pro de la democracia y los derechos humanos, y particularmente por la paz y reconciliación con Corea del Norte».

## Biografía

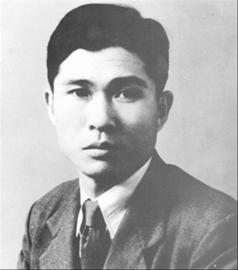
Kim Dae-jung en 1943.

Kim Dae-jung nació el 6 de enero de 1924 en la isla de Haui (Jeolla del Sur), en plena ocupación japonesa de Corea, siendo el segundo de siete hermanos en una familia de orígenes campesinos. Cuando tenía 12 años, se trasladaron a Mokpo para que los hijos mayores pudiesen ir al instituto. Dae-jung terminaría ingresando en la Escuela Superior de Comercio local y en 1943 obtuvo el graduado con matrícula de honor. Después de trabajar un tiempo en una naviera japonesa, al concluir la Segunda Guerra Mundial emprendió su propio negocio de transportes marítimos que le hizo amasar una pequeña fortuna.
Para evitar el reclutamiento forzoso en el ejército japonés durante la Segunda Guerra Mundial, modificó la partida de nacimiento al 3 de diciembre de 1925.
Con el estallido de la guerra de Corea, los comunistas conquistaron Mokpo y detuvieron a Dae-jung por su actividad empresarial. Sin embargo consiguió fugarse de allí, huir hasta la zona controlada por el ejército surcoreano y alistarse en la Armada para combatir hasta el final del conflicto en 1953. Años más tarde, completó su formación en la Escuela de Administración de Empresas de la Universidad de Corea (1964) y obtuvo la licenciatura en Economía por la Universidad de Kyung Hee (1970).
Dae-jung se convirtió al catolicismo después de la guerra, en un tiempo en que la mayoría de surcoreanos eran budistas.
Estuvo casado toda su vida con Lee Hui-ho, con la que tuvo tres hijos y una hija.

## Trayectoria política

### Liderazgo del Nuevo Partido Democrático
Al terminar la guerra, Kim Dae-jung dejó de lado su actividad empresarial para entrar en política. De joven mostró interés por medidas propias de la izquierda política, que a lo largo de su vida han evolucionado hacia posiciones del liberalismo social.
En 1954 se presentó a las elecciones legislativas como candidato independiente por Mokpo, sin éxito. Dos años después, se afilió al Partido Democrático de Chang Myon y se convirtió en uno de sus portavoces. La dimisión del presidente Syngman Rhee en 1960 condujo a elecciones legislativas a la Asamblea Nacional, en las que el Partido Democrático fue el más votado y Dae-jung obtuvo un escaño. Un mes después, Yun Bo-seon venció en los comicios presidenciales. 
El golpe de Estado militar de 1961, encabezado por el general Park Chung-hee, sirvió para disolver la Asamblea Nacional y establecer una junta militar provisional (Consejo Supremo para la Reconstrucción Nacional). Si bien Bo-seon mantuvo la presidencia como garantía de legitimidad, terminó dimitiendo el 22 de marzo de 1962. Dae-jung perdió su escaño y no pudo recuperarlo hasta las elecciones de 1963. Cuatro años más tarde ingresó en el Nuevo Partido Democrático (NPD), en el que destacó por su oratoria contra el dominio militar y la presidencia de Chung-hee.
De cara a las elecciones presidenciales de 1971, el NPD celebró primarias y Kim Dae-jung fue elegido candidato tras derrotar a su rival interno, Kim Young-sam. Los comicios tuvieron lugar el 27 de abril de 1971 y Park Chung-hee volvió a vencer, pero Dae-jung mejoró los resultados del NPD con el 45% de los apoyos, a solo un millón de votos de distancia. Asimismo, había superado a su rival en la circunscripción de Seúl y en las grandes ciudades. Un mes después se celebraron legislativas y el NPD derrotó por primera vez al partido de gobierno, en lo que fue un voto de castigo. Al no tener mayoría en la Asamblea Nacional, Chung-hee dio un autogolpe de Estado (Restauración de Octubre) por el que disolvió la cámara e impulsó una reforma constitucional autoritaria para otorgarse plenos poderes. Además, las elecciones presidenciales serían por un colegio restringido de votantes.
Para entonces, Dae-jung ya estaba enfrentado con el gobierno. En diciembre de 1971 había sufrido un extraño accidente de tráfico que algunas fuentes consideran un intento de atentado. Y tras la proclamación del estado de excepción en 1972, su acta de diputado quedó invalidada y tuvo que exiliarse en Tokio (Japón), donde se puso en contacto con congresistas de Estados Unidos para explicarles la situación interna del país. Desde allí continuó denunciando las acciones del régimen de Chung-hee. Para desacreditarle, las autoridades de Corea del Sur le acusaron de tener simpatías y vínculos con el gobierno de Corea del Norte.

### Secuestro, encarcelamiento y exilio (1973-1985)
El 8 de agosto de 1973, unos miembros de la Agencia Central de Inteligencia Coreana (KCIA) secuestraron a Dae-jung en su habitación de hotel en Tokio, sin que hubiese pista sobre su paradero durante cinco días. El incidente provocó una grave crisis diplomática entre Corea del Sur y Japón, e incluso Estados Unidos tuvo que intervenir para reclamar la liberación de Kim. Al final, el exdiputado apareció malherido el 13 de agosto en una callejuela de Seúl, y puesto a disposición de las autoridades surcoreanas. Kim declaró que durante su retención había sido llevado a un barco, donde los captores le habían torturado y planeaban arrojarlo al mar. Años más tarde, se confirmó que la KCIA había secuestrado a Kim con la intención de matarlo.
En un gesto hacia la comunidad internacional, Park Chung-hee destituyó al director del KCIA y a su embajador en Japón. No obstante, Dae-jung terminó siendo inhabilitado para ejercer la política. Su sustituto al frente del NPD fue Kim Young-sam.
En 1976, Kim Dae-jung dio su apoyo a una «declaración por la democracia» en la catedral católica de Seúl. El documento había sido firmado por los principales líderes la oposición, entre ellos el expresidente Yun Bo-seon, y de inmediato fue considerado «sedicioso» por el gobierno de Chung-hee. En virtud de la nueva constitución, Kim fue detenido en marzo de 1976 y condenado a cinco años de cárcel, por lo que Amnistía Internacional pasó a considerarle preso de conciencia. Después de denunciar torturas de la policía surcoreana, en 1978 pudo cumplir el resto de su pena bajo arresto domiciliario.
Park Chung-hee fue asesinado el 26 de octubre de 1979 en un atentado perpetrado por el director del KCIA. El nuevo presidente del país, Choi Kyu-hah, prometió reformas democráticas y concedió una amnistía general a la que pudieron acogerse 700 disidentes políticos, entre ellos Kim Dae-jung. No obstante, su recobrada libertad no duró mucho tiempo: en diciembre del mismo año se produjo un golpe de Estado militar encabezado por Chun Doo-hwan, quien se convirtió en hombre fuerte del gobierno y acabaría asumiendo la presidencia. A raíz del levantamiento de Gwangju en mayo de 1980, Doo-hwan ordenó la detención de Dae-jung bajo acusaciones de sedición y conspiración contra el nuevo gobierno. Kim fue condenado a muerte en noviembre de 1980 por un tribunal militar, pero las presiones de la comunidad internacional, liderada por el gobierno de Estados Unidos y el papa Juan Pablo II, hicieron que Doo-hwan suspendiera la ejecución. En su lugar, se le rebajó la pena a 20 años de cárcel.
El gobierno surcoreano suspendió la sentencia a Kim Dae-jung en vísperas de la Nochebuena de 1982 por razones humanitarias. De inmediato se marchó junto con su esposa e hijos a Boston, Estados Unidos, para recuperarse de sus problemas de salud. Posteriormente estableció su residencia en Virginia y ejerció la docencia como profesor invitado en el Centro de Asuntos Internacionales de la Universidad de Harvard.

### Regreso a Corea del Sur (1985-1987)
Aunque estaba exiliado en Estados Unidos, Kim Dae-jung no perdió el contacto ni con la comunidad coreana ni con los movimientos democráticos de su país. En 1983 fue nombrado asesor del Centro Robert Kennedy para los Derechos Humanos, y en 1984 colaboró con el líder opositor Kim Young-sam en un comité para el establecimiento de las libertades civiles en Corea del Sur. Además, fundó el Instituto Coreano para los Derechos Humanos en Arlington, Virginia.
En febrero de 1985 decidió regresar a Corea del Sur, en principio para apoyar al Partido Democrático de la Nueva Corea (PDNC) en las elecciones legislativas del día 12, acompañado por tres congresistas estadounidenses. Nada más aterrizar en Gimpo, las autoridades de la península le mantuvieron bajo arresto domiciliario y le recordaron que seguía inhabilitado. Dos meses después, el PDNC se fusionó con el partido de Kim Young-sam para crear un único partido opositor y aunar fuerzas en la Asamblea Nacional. Kim Dae-jung apoyaba al ala socioliberal, mientras que Young-sam era más conservador y buscaba una reforma pactada con los militares.
Mientras buena parte de la sociedad civil surcoreana estaba movilizada para exigir reformas democráticas, Chun Doo-hwan propuso en 1987 que su sucesor fuese Roh Tae-woo, compañero de promoción en la Academia Militar y colaborador en el golpe de Estado. Tras confirmarse, la oposición constituyó el Movimiento Democrático de Junio, que a través de marchas diarias exigía una transición hacia la democracia plena. Finalmente, Doo-hwan tuvo que dimitir y el 29 de junio anunció una reforma constitucional que, además de elecciones presidenciales por sufragio universal, restablecía derechos civiles y políticos básicos. Kim Dae-jung fue amnistiado y pudo reincorporarse con normalidad a la vida política.

## Candidaturas presidenciales

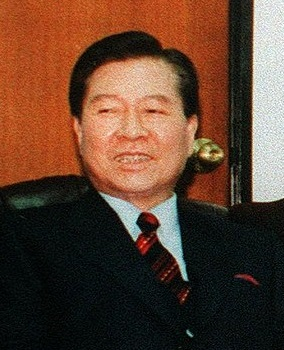
Kim Dae-jung en 1998.

En abril de 1987, tanto Kim Dae-jung como Kim Young-sam habían abandonado el PDNC para crear el Partido de la Reunificación Democrática, junto con 71 diputados de la Asamblea Nacional. A pesar de ese pacto, las diferencias políticas de ambos líderes eran cada vez mayores y no se ponían de acuerdo sobre quién debía liderarlo. Por esta razón, Kim Dae-jung abandonó Reunificación Democrática y se presentó a las elecciones con su propia formación, el Partido Democrático de la Paz (PDP), al que se sumaron 24 parlamentarios.
El candidato oficialista Roh Tae-woo se aprovechó de la división rival para vencer las elecciones presidenciales de 1987 con el 36,6% de los votos. Young-sam obtuvo el 28 % del total, mientras que Dae-jung fue tercero con el 27% (6,1 millones de sufragios), la mayoría concentrados en Seúl, Gwangju y Jeolla. De haber ido en una lista única, los opositores habrían vencido con el 55%. Dae-jung puso su cargo a disposición del partido, pero el resto de miembros le ratificaron como líder. Al año siguiente, en las elecciones legislativas de 1988, el PDP fue segundo en número de escaños y Dae-jung ejerció como líder de la oposición, toda vez que su rival Young-sam unió fuerzas con Tae-woo para crear el conservador Partido Democrático Liberal en 1990.
Dae-jung cayó derrotado de nuevo en las elecciones presidenciales de 1992, esta vez frente a Kim Young-sam. Meses antes, el PDP había sido superado también en las elecciones legislativas. La acumulación de fracasos provocó su retirada política, y durante tres años se dedicó a dar conferencias y ejercer como profesor invitado en el Clare Hall de la Universidad de Cambridge. No obstante, en 1995 retornó a Corea del Sur para anunciar que volvería a presentarse a las elecciones presidenciales. Ese mismo año, distintas formaciones socioliberales se unieron en un nuevo partido, el Congreso Nacional para Nuevas Políticas (CNNP), que Kim pasó a liderar.
Las posibilidades de que Kim Dae-jung gobernara Corea se incrementaron a un mes de las elecciones de 1997, con el estallido de la crisis financiera asiática. El hundimiento de los grandes conglomerados, que representaban buena parte del producto interno bruto, provocó que el estado tuviese que pedir préstamos al Fondo Monetario Internacional. Por otra parte, el centroderecha estaba muy dividido y Dae-jung ahondó ese escenario a través de una alianza con la conservadora Unión Demócrata Liberal, liderada por Kim Jong-pil, para ensanchar su base de votantes. El 18 de diciembre, Kim Dae-jung se proclamó vencedor con más de 10 millones de votos (40,3%) y se convertiría en presidente de Corea del Sur. De este modo, por primera vez habría un presidente salido de la oposición y procedente de la región suroeste (Jeolla), algo que no ocurría desde la independencia en 1948.
Antes de ser nombrado presidente, Kim Dae-jung llegó a un acuerdo con Kim Young-sam para indultar a los expresidentes Chun Doo-hwan y Roh Tae-woo como gesto de «reconciliación nacional». Ambos habían sido condenados por amotinamiento, corrupción y la represión del levantamiento de Gwangju. La sanción económica no fue perdonada, pero su puesta en libertad generó protestas en todo el país.

## Presidencia de Corea del Sur

### Reformas económicas

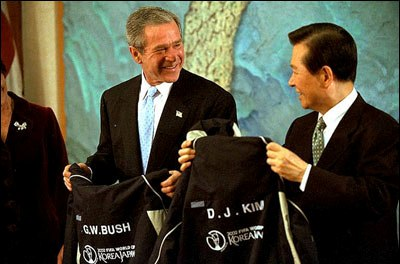
Dae-jung recibe al presidente George W. Bush con motivo de la Copa Mundial de Fútbol de 2002.

Kim Dae-jung fue investido presidente el 25 de febrero de 1998. Su primera medida al frente del nuevo gobierno fue una profunda reforma estructural de la economía, tutelada por el Fondo Monetario Internacional. Entre otras medidas se eliminaron políticas proteccionistas, se privatizaron empresas públicas, se subieron los impuestos y tipos de interés, y se redujo el peso de los grandes conglomerados empresariales (chaebol). Las empresas que tradicionalmente controlaban la economía surcoreana vieron recortados los subsidios estatales, lo cual suponía el final del capitalismo tutelado, y forzó a los grupos más deficitarios a deshacerse de subsidiarias (Hyundai) o incluso a la desaparición (Daewoo). El cierre de bancos y compañías subsidiarias quebradas provocó al principio un repunte del desempleo, que en 1998 alcanzó la cifra récord del 7,5%, y numerosas movilizaciones sociales.
Las medidas para rediseñar el modelo de los chaebol estaban encaminadas a corregir los defectos de la economía surcoreana. Al principio, Corea del Sur entró en recesión con una caída del 5,8 % (1998), pero al año siguiente el PIB nacional volvió a crecer un 10,2 % gracias al tirón de las exportaciones. Por otro lado, las inversiones en industria pesada se redujeron en favor de otros sectores como la I+D+i, la tecnología digital y el sector del entretenimiento. No obstante, algunos analistas echaron en falta una completa reforma estructural, y en 2000 tuvo que pedir disculpas porque la reconversión de los chaebol y de las inversiones públicas estaba siendo más lenta de lo deseado.
En 2001, el gobierno confirmó que había terminado de pagar el préstamo de 58.000 millones de dólares, solicitado al Fondo Monetario Internacional cuatro años atrás.
Bajo su mandato, Corea del Sur celebró la Copa Mundial de Fútbol de 2002 en colaboración con Japón. La organización conjunta sirvió para que ambos estados estrecharan sus relaciones diplomáticas. 

### Relaciones con Corea del Norte

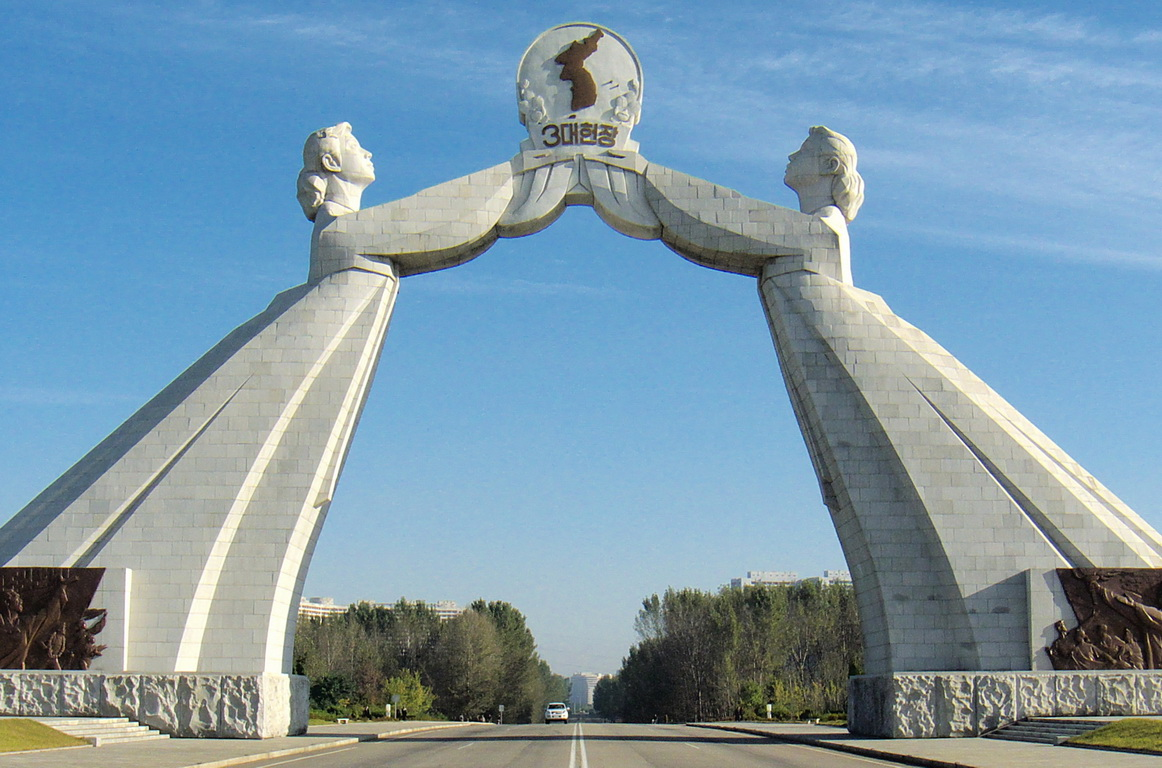
El Arco de la Reunificación de Pionyang (Corea del Norte) fue inaugurado en 2001.

Uno de los pilares del gobierno de Kim Dae-jung fue la llamada «política del Sol», por la que se distendieron las relaciones con Corea del Norte a través de la cooperación. Corea estaba dividida desde 1945 en dos gobiernos: comunista al norte y capitalista al sur, y desde el final de la guerra de Corea (1950-1953) la situación entre ambos gobiernos había sido muy tensa. Pese a que los norcoreanos quedaron en una frágil situación tras la caída de la Unión Soviética y la muerte de Kim Il-sung, agravada con una hambruna, Corea del Sur era consciente de que el régimen comunista del norte no iba a caer, o al menos reformarse, si no se normalizaban antes las relaciones bilaterales. 
Con esos acercamientos se quería garantizar la «coexistencia pacífica», con el objetivo final de conseguir la reunificación nacional. En 1998 se creó el Ministerio de Unificación.
Al principio, las conversaciones bilaterales trataban sobre asuntos económicos como la entrega de ayuda humanitaria, la creación de la región turística de Kŭmgangsan (1998) y el establecimiento de la región industrial de Kaesong (2000) con empresas surcoreanas. Este enfoque dio sus frutos en junio de 2000, cuando Kim Jong-il aceptó celebrar una cumbre coreana en Pionyang. Kim Dae-jung se convertía así en el primer presidente surcoreano que viajaba a la capital del norte desde el final de la guerra. En virtud de ese acuerdo, se permitió que varias familias separadas por la guerra de 1950 pudieran reencontrarse cinco décadas después. Además, se firmaron acuerdos de mínimos en materia de intercambios económicos, culturales y deportivos. El éxito de la reunión elevó la popularidad del presidente entre la población surcoreana.
El 13 de octubre de 2000, Kim Dae-jung fue galardonado con el Premio Nobel de la Paz por «su trabajo por la democracia y los derechos humanos» y por «la paz y reconciliación con Corea del Norte en particular».
A pesar del éxito inicial, la «política del Sol» sufrió un duro revés después de los atentados del 11 de septiembre de 2001. El presidente de Estados Unidos, George W. Bush, trazó en enero de 2002 el llamado «eje del mal» de países que presuntamente apoyaban al terrorismo internacional. Entre ellos estaba Corea del Norte, al que acusaba de rearmarse «con misiles y armas de destrucción masiva». A raíz de ese anuncio, las relaciones entre norte y sur volvieron a enfriarse, e incluso se produjeron algunos incidentes fronterizos al término de su mandato en 2002. A pesar de todo, el siguiente presidente Roh Moo-Hyun mantuvo la línea de su antecesor. En febrero de 2003, una semana antes de dejar el cargo, la frontera de las dos Coreas en el paralelo 38 fue reabierta por primera vez desde 1953.

### Controversia
En 2002, su último año de mandato, se desveló que uno de los hijos del presidente, Kim Hong-gul, estaba implicado en un caso de tráfico de influencias. Según la investigación oficial, habría recibido más de 3 millones de euros por intermediar entre el Gobierno y diferentes empresas para la obtención de contratos, entre ellas una sociedad de apuestas deportivas. Otro hijo del presidente, Kim Hong-up, había sido condenado por un delito similar.
Ante esos casos, el presidente tuvo que pedir disculpas en público. Las investigaciones demostraron que Dae-jung no estaba involucrado en el enriquecimiento ilícito de sus hijos.
Por otro lado, la prensa surcoreana desveló en 2003 que Dae-jung había permitido una transferencia secreta de 200 millones de dólares al gobierno de Corea del Norte, entregados antes de la cumbre de Pionyang del 2000. El pago se habría realizado a través de una subsidiaria de Hyundai para asegurarse la exclusividad de los proyectos económicos. El presidente tuvo que pedir disculpas y trató de justificar la acción al asegurar que, pese a ser consciente de la ilegalidad, lo hizo por «el bien de la paz».
La asociación Mingahyop, vinculada a familiares de presos comunistas y sindicales, denunció que Dae-jung no se había atrevido a derogar las leyes contra organizaciones comunistas que procedían de la dictadura militar. En su mandato firmó 250 indultos a presos comunistas, muchos de ellos acusados de «colaboración con Corea del Norte», pero también siguieron produciéndose detenciones por «convocatorias ilegales» de huelga.

## Últimos años

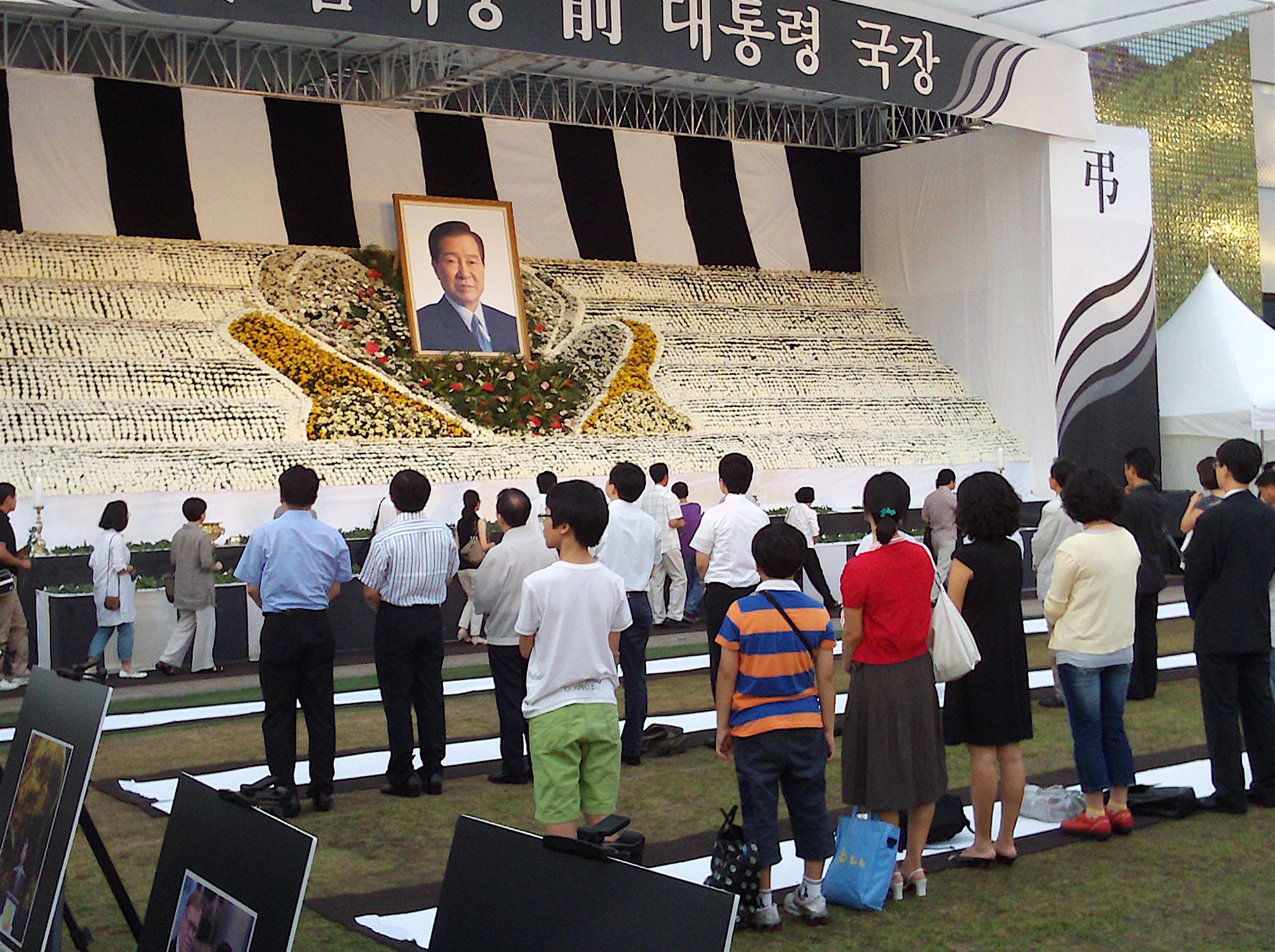
Memorial de Kim Dae-jung.

El mandato presidencial de Dae-jung terminó el 25 de febrero de 2003. Meses atrás el candidato de su partido, Roh Moo-Hyun, había ganado las elecciones presidenciales de 2002 por un estrecho margen.
En los últimos años de su vida se mantuvo como una figura pública de prestigio, en especial por su papel negociador con Corea del Norte. Además de animar al nuevo presidente a continuar la «política del Sol», fue muy crítico con las políticas del presidente George W. Bush respecto al llamado «Eje del mal». En 2008 fue nombrado doctor honoris causa por la Universidad de Portland (Estados Unidos).
Su nombre apareció en la filtración de documentos diplomáticos de los Estados Unidos publicada en WikiLeaks. En su obituario, el embajador estadounidense en Seúl había descrito a Kim como «el primer presidente de izquierdas en Corea del Sur».
Kim Dae-jung falleció el 18 de agosto de 2009 en el hospital Yonsei de Seúl a los 85 años, como consecuencia de un fallo multiorgánico. El gobierno surcoreano celebró un funeral de estado el 23 de agosto en frente de la Asamblea Nacional de Corea del Sur, seguido por una procesión hasta el cementerio nacional de Seúl, donde recibió sepultura de acuerdo con la tradición católica. El suyo fue el tercer funeral de estado en la historia de Corea del Sur, después de los de Park Chung-hee (1979) y Roh Moo-hyun (2009). 
Entre las condolencias por su muerte destacó la del presidente de Estados Unidos, Barack Obama, quien definió a Dae-jung como «un campeón de la democracia y de los derechos humanos, que arriesgó su vida para construir y liderar un movimiento político que logró establecer un sistema democrático en la República de Corea».

## Premio Nobel de la Paz
El 13 de octubre de 2000, el Comité Nobel anunció que el Premio Nobel de la Paz recaía en el presidente surcoreano Kim Dae-jung «por su trabajo por la democracia y los derechos humanos en Corea del Sur y Asia Oriental en general, y la paz y reconciliación con Corea del Norte en particular». Buena parte del premio se debe a los esfuerzos diplomáticos de la «política del Sol», que el Comité valoró de la siguiente forma: «Kim Dae-jung ha intentado superar más de cincuenta años de guerra y enemistad entre Corea del Sur y del Norte». Respecto a Asia Oriental, el comité valoró su esfuerzo diplomático en pro de la democratización de Birmania y del final de la ocupación de Timor Oriental.
Kim Dae-jung es el primer surcoreano (y también el primer coreano) que ha ganado un Premio Nobel en cualquiera de sus categorías, y uno de los jefes del estado que ha recibido el premio durante su mandato.